# Allen Augustus Tirrill
Allen Augustus Tirrill (* 9. Januar 1872 in Colebrook (New Hampshire); † 21. September 1925 in Pittsburgh) war ein US-amerikanischer Elektrotechniker und Erfinder eines weitverbreiteten Spannungsschnellreglers, der nach dem Vibrationsprinzip arbeitete, dem Tirrillregler. 1914 wurde ihm der Scott Award verliehen.

## Familie
Seine Eltern waren Seth Walker Tirrill (1840–1901) und Dolly Morse Little (1842–1892).
Um 1893 heiratete er Vera Lula May Cutney (* um 1873 in  New Hampshire).